# Dofí de musell blanc
El dofí de musell blanc (Lagenorhynchus albirostris) és un mamífer marí de la família dels delfínids (dofins), dins el subordre dels odontocets. És un dels dofins més grans (110-120 cm en néixer i 250-270 cm a l'adultesa). El dofí es caracteritza pel seu musell curt i gruixut de color blanc crema i per la seva aleta dorsal molt corbada. És endèmic de l'oceà Atlàntic nord i viu en una zona que va des del Cap Cod, la desembocadura del riu Sant Llorenç i Groenlàndia meridional a l'oest, passant per Islàndia al centre, fins al nord de França i Svalbard a l'est.